# ブリリアント・コーナーズ
『ブリリアント・コーナーズ』（Brilliant Corners）は、ジャズ・ピアニストのセロニアス・モンクが1957年に発表したアルバム。モンクの代表作に挙げられることが多い。

## 解説
旧知の仲であるソニー・ロリンズやマックス・ローチを迎えて制作されたアルバム。
タイトル曲の「ブリリアント・コーナーズ」は、不協和音を多用したイントロ、7小節単位の展開、頻繁なテンポ・チェンジといった、モンクの先進的な作曲能力が発揮されている。ピアノ独奏による「アイ・サレンダー、ディア」は、元々はビング・クロスビーの歌で大ヒットした曲で、ルイ・アームストロング等も取り上げたスタンダード・ナンバー。「ベムシャ・スウィング」は、メンバーが他の曲と違うが、プロデューサーのオリン・キープニュースの話によれば、モンクがベーシストのオスカー・ペティフォードと対立したため、12月7日のセッションではメンバーを替えたとのこと。

## 収録曲
1. ブリリアント・コーナーズ - "Brilliant Corners"（Thelonious Monk） - 7:42
2. バルー・ボリヴァー・バルーズ・アー - "Ba-Lue Bolivar Ba-Lues-Are"（T. Monk） - 13:24
3. パノニカ - "Pannonica"（T. Monk） - 8:50
4. アイ・サレンダー、ディア - "I Surrender, Dear"（Clifford, Barris） - 5:25
5. ベムシャ・スウィング - "Bemsha Swing"（T. Monk, D. Best） - 7:42

## 演奏メンバー
- セロニアス・モンク - ピアノ、チェレスタ
- ソニー・ロリンズ - テナー・サクソフォーン（4.を除く）
- アーニー・ヘンリー - アルト・サクソフォーン（on 1.2.3.）
- クラーク・テリー - トランペット（on 5.）
- オスカー・ペティフォード - ベース（on 1.2.3.）
- ポール・チェンバース - ベース（on 5.）
- マックス・ローチ - ドラム、ティンパニ（4.を除く）